# Shanna Ferrigno
Shanna Victoria Ferrigno (* 13. Juni 1981 in Los Angeles, Kalifornien) ist eine US-amerikanische Produzentin, Schauspielerin und CEO von Ferrigno Fit.
Sie lebt zurzeit in Santa Monica, Kalifornien.

## Familie
Sie ist die Tochter des Schauspielers Lou Ferrigno und seiner Frau Carla. Außerdem hat sie zwei Brüder: Louis Jr. und Brent.

## Karriere
Shanna besuchte von 2000 bis 2004 das SUNY Purchase Theater und machte dort ihren Bachelor of Fine Arts. In der Serie Zeit der Sehnsucht spielte sie 2005 die Rolle der Janine . Danach war sie von 2007 bis 2009, als Produzentin bei HDFilms, Inc., ein Tochterunternehmen von Warner Bros. tätig. Unter anderem wirkte sie dort bei der animierten Serie Chadam mit, Sony Crackles Jace Hall Show und Sony Online Entertainments Videodokumentation EverCracked! The Phenomenon of EverQuest. 2011 bis 2012 war sie dann Publizistin für die LA Matadors. Im Oktober 2011 wurde sie dann als Mitgründerin von Ferrigno Fit in die Position des CEO ernannt und ist bis heute dort tätig.
Ein großes Anliegen als Personal Trainer ist ihr hierbei die Übergewichtigkeit von Jugendlichen, da sie selber als Kind bzw. Jugendliche unter dieser gelitten hatte.

## Filmografie

### Produzentin
- 2008–2009: The Jace Hall Show (Fernsehserie, 21 Folgen)
- 2009: EverCracked! The Phenomenon of EverQuest (Dokumentation)
- 2010: Chadam (Fernsehserie, 10 Folgen)

### Schauspielerin
- 2005: Zeit der Sehnsucht (Days of our Lives, Fernsehserie)
- 2006: Windfall (Fernsehserie)

### Fernsehauftritte
- 2005: Filthy Rich: Cattle Drive (Fernsehserie)
- 2008–2009: The Jace Hall Show (Fernsehserie)
- 2011: The Incredible Ferrignos (Fernsehserie)

## Bücher
- The Reset Plan: Lose the Secrets, Lose the Excuses, Lose the Weight. Ferrigno Fit, Los Angeles 2017, ISBN 978-0-692-87107-2.